# Murexia rothschildi
Мурексія Ротшильда (Murexia rothschildi) — вид сумчастих, родини кволових. 

## Поширення
Ендемік південного боку Центральних Кордильєрах на південному сході острова Нова Гвінея. Діапазон проживання за висотою: 600—1400 м над рівнем моря. Населяє пагорбовий ліс, низькогірський зрілий вологий тропічний ліс. 

## Поведінка, відтворення
Використовує підземні гнізда; є наземною твариною, але добре лазить по деревах, проявляє активність уночі. Самиці мають до чотирьох малят, не мають певного сезону розмноження.

## Етимологія
Вид названо на честь лорда Лайонела Волтера Ротшильда (англ. Lionel Walter Rothschild, 1868—1937), засновника зоологічного музею в Трінгі в 1889 році.

## Загрози та охорона
Цей вид знаходиться під загрозою втрати місць проживання через перетворення лісів в оброблювані землі, і хижацтво мисливських собак. У межах ареалу запропоновано видобування нікелевої руди і насадження плантацій олійної пальми (Elaeis). Не відомо чи присутній в охоронних районах.